# Relais 4 × 400 mètres masculin aux Jeux olympiques d'été de 1924
Pour un article plus général, voir Athlétisme aux Jeux olympiques d'été de 1924.
Navigation
Anvers 1920 Amsterdam 1928
L'épreuve du relais 4 × 400 mètres masculin aux Jeux olympiques de 1924 s'est déroulée les 12 et 13 juillet 1924 au Stade olympique Yves-du-Manoir de Paris, en France.  Elle est remportée par l'équipe des États-Unis (Commodore Cochran, William Stevenson, Oliver MacDonald et Alan Helffrich).

## Résultats

### Finale
| Rang               | Athlètes                                                                     | Temps        | Notes |
| ------------------ | ---------------------------------------------------------------------------- | ------------ | ----- |
| Médaille d'or      | Commodore Cochran, William Stevenson, Oliver MacDonald, Alan Helffrich (USA) | 3 min 16 s 0 | WR    |
| Médaille d'argent  | Artur Svensson, Erik Byléhn, Gustaf Wejnarth, Nils Engdahl (SWE)             | 3 min 17 s 0 |       |
| Médaille de bronze | Edward Toms, George Renwick, Richard Ripley, Guy Butler (GBR)                | 3 min 17 s 4 |       |
| 4                  | Horace Aylwin, Alan Christie, David Johnson, William Maynes (CAN)            | 3 min 22 s 8 |       |
| 5                  | Raymond Fritz, Gaston Féry, Francis Galtier, Barthélémy Favodon (FRA)        | 3 min 23 s 4 |       |
| —                  | Guido Cominotto, Luigi Facelli, Alfredo Gargiullo, Ennio Maffiolini (ITA)    | 3 min 28 s 0 |       |